# Davis Cup 1905
In 1905 werd het toernooi om de Davis Cup voor de 5e keer gehouden. De Davis Cup is het meest prestigieuze tennistoernooi voor landen dat sinds 1900 elk jaar wordt georganiseerd.
De Britse Eilanden won voor de derde keer de Davis Cup (destijds nog de International Lawn Tennis Challenge genoemd) door in de finale de Verenigde Staten met 5-0 te verslaan.
Alle wedstrijden werden in het land van de regerend kampioen (de Britse Eilanden) gehouden.

## Finale
Britse Eilanden -  Verenigde Staten 5-0 (Worple Road, Londen, Verenigd Koninkrijk, 21-24 juli)

## Uitdagingstoernooi
|  | kwartfinale          | kwartfinale |                      |  | halve finale | halve finale |  |  | finale | finale |
|  |                      |             |                      |  |              |              |  |  |        |        |
|  |                      |             |                      |  |              |              |  |  |        |        |
|  |                      |             |                      |  |              |              |  |  |        |        |
|  |                      |             |                      |  |              |              |  |  |        |        |
|  | Verenigde Staten     | w/o         |                      |  |              |              |  |  |        |        |
|  | Verenigde Staten     | w/o         | Queen's Club, Londen |  |              |              |  |  |        |        |
|  | België               |             |                      |  |              |              |  |  |        |        |
|  | Verenigde Staten     | 5           |                      |  |              |              |  |  |        |        |
|  | Verenigde Staten     | 5           |                      |  |              |              |  |  |        |        |
|  |                      | Frankrijk   | 0                    |  |              |              |  |  |        |        |
|  | Frankrijk            | Frankrijk   | 0                    |  |              |              |  |  |        |        |
|  |                      |             | Queen's Club, Londen |  |              |              |  |  |        |        |
|  | bye                  |             |                      |  |              |              |  |  |        |        |
|  | Verenigde Staten     | 5           |                      |  |              |              |  |  |        |        |
|  | Verenigde Staten     | 5           |                      |  |              |              |  |  |        |        |
|  |                      | Australazië | 0                    |  |              |              |  |  |        |        |
|  | Australazië          | Australazië | 0                    |  |              |              |  |  |        |        |
|  | Queen's Club, Londen |             |                      |  |              |              |  |  |        |        |
|  | bye                  |             |                      |  |              |              |  |  |        |        |
|  | Australazië          | 5           |                      |  |              |              |  |  |        |        |
|  | Australazië          | 5           |                      |  |              |              |  |  |        |        |
|  |                      | Oostenrijk  | 0                    |  |              |              |  |  |        |        |
|  | Oostenrijk           | Oostenrijk  | 0                    |  |              |              |  |  |        |        |
|  |                      |             |                      |  |              |              |  |  |        |        |
|  | bye                  |             |                      |  |              |              |  |  |        |        |
|  |                      |             |                      |  |              |              |  |  |        |        |

## België
België speelt in de Wereldgroep.
| datum      | tegenstander     | uitslag | locatie  | groep  | ronde    | winst/verlies |
| ---------- | ---------------- | ------- | -------- | ------ | -------- | ------------- |
| 01-06-1905 | Verenigde Staten |         | België ^ | WG udt | 1e ronde |               |

^ = trok zich terug
België trok zich terug zonder een wedstrijd te hebben gespeeld.
| niveau 1 | niveau 2 | niveau 3 | niveau 4 | niveau 5 |

Algemeen · Opzet · Finales · Winnaars 
 België ·  Nederland ·  Aruba ·  Nederlandse Antillen 

1900 · 1901 · 1902 · 1903 · 1904 · 1905 · 1906 · 1907 · 1908 · 1909 · 1910 · 1911 · 1912 · 1913 · 1914 · 1915 · 1916 · 1917 · 1918 · 1919 · 1920 · 1921 · 1922 · 1923 · 1924 · 1925 · 1926 · 1927 · 1928 · 1929 · 1930 · 1931 · 1932 · 1933 · 1934 · 1935 · 1936 · 1937 · 1938 · 1939 · 1940 · 1941 · 1942 · 1943 · 1944 · 1945 · 1946 · 1947 · 1948 · 1949 · 1950 · 1951 · 1952 · 1953 · 1954 · 1955 · 1956 · 1957 · 1958 · 1959 · 1960 · 1961 · 1962 · 1963 · 1964 · 1965 · 1966 · 1967 · 1968 · 1969 · 1970 · 1971 · 1972 · 1973 · 1974 · 1975 · 1976 · 1977 · 1978 · 1979 · 1980 · 1981 · 1982 · 1983 · 1984 · 1985 · 1986 · 1987 · 1988 · 1989 · 1990 · 1991 · 1992 · 1993 · 1994 · 1995 · 1996 · 1997 · 1998 · 1999 · 2000 · 2001 · 2002 · 2003 · 2004 · 2005 · 2006 · 2007 · 2008 · 2009 · 2010 · 2011 · 2012 · 2013 · 2014 · 2015 · 2016 · 2017 · 2018 · 2019 · 2020-2021 · 2022 · 2023 · 2024 · 2025